# Шахматный автомат

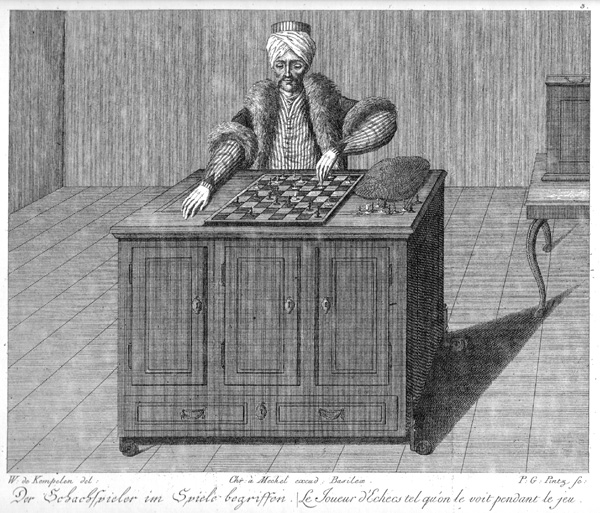
Шахматная машина «Турок» на рисунке Карла Готлиба фон Виндиш из книги «Briefe über den Schachspieler des Hrn. von Kempelen», 1784

Шахматный автомат — иллюзионное якобы автоматическое устройство, в котором на самом деле партию ведёт скрытый от публики человек. Наиболее известен автомат «Механический Турок» (англ. The Mechanical Turk) или просто «Турок» (англ. The Turk), сконструированный Вольфгангом фон Кемпеленом.

## Автомат Кемпелена

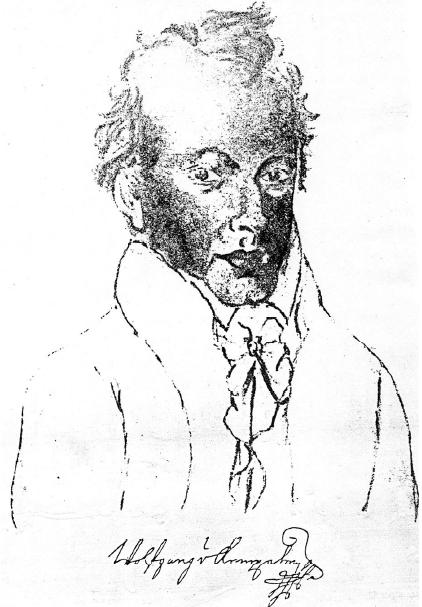
Подписанный углём автопортрет В. Кемпелена — конструктора первого шахматного автомата

Первый шахматный автомат сконструирован Вольфгангом фон Кемпеленом и продемонстрирован в Вене в 1769 году. Он был в виде «турка» — восковой фигуры человека в натуральную величину, одетого в турецкий наряд, сидящего за шахматной доской, которая стояла на деревянном ящике (размером 1,2×0,6×0,9 м). В ящике были дверцы, которые раскрывались и публике демонстрировался сложный механизм с различными узлами и деталями. Потом дверцы закрывались, механизм заводился ключом и начиналась игра, которую вёл сильный шахматист, который сидел в ящике и был скрыт системой зеркал и перегородок. После каждых двадцати ходов конструктор лично заводил машину, давая, таким образом, спрятанному шахматисту некоторый резерв времени для анализа создавшейся на шахматной доске ситуации. «Автомат» был способен решить задачу о ходе коня, демонстрируя публике обход конём всей шахматной доски так, что на каждую клетку приходился один ход.

### Принцип работы

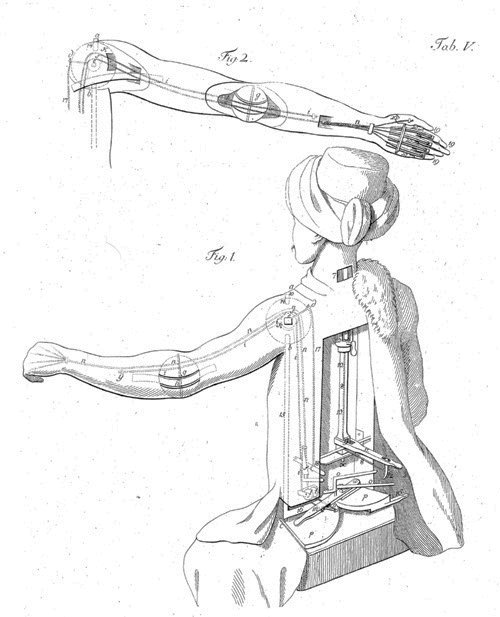

Плотно втиснутый в ящик автомата шахматист не мог непосредственно наблюдать за ходом игры. Эту проблему Кемпелен решил с помощью сигнализационной системы. В основание тяжёлых фигур, установленных на шахматной доске, были вмонтированы сильные магниты. Под доской, внутри ящика, под каждым полем находился металлический шарик, надетый на вертикальную нитку. Когда фигуру поднимали, шарик опускался, сигнализируя о её перемещении. Как только фигура оказывалась на новом поле, магнит притягивал соответствующий шарик.
При своём ходе невидимый шахматист при помощи рычага переставлял руку над нужным полем доски. Он управлял своими пальцами гибкими тросиками в руке манекена. Вращая втулку на конце рычага, шахматист мог брать и переносить фигуру на нужное поле. Шах королю «турок» объявлял троекратным кивком головы. Если противник совершал некорректный ход, к примеру, перемещал ферзя ходом коня, «турок» немедленно прекращал игру и оставался без движения.

## Путешествие по Европе
В 1770—1773 годах Кемпелен демонстрировал автомат в Вене и Пожоне, в 1783—1784 — в Париже, Лондоне, Берлине, Лейпциге, Дрездене и других городах. Автомат выигрывал большинство партий. В Париже он проиграл несколько партий сильным шахматистам, в том числе Ф. Филидору.

## Автомат у Мельцеля

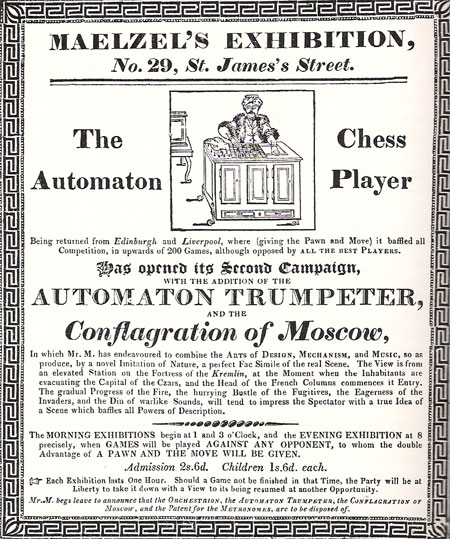
Объявление Мельцеля о появлении шахматного автомата в Лондоне

После смерти Кемпелена в 1804 году автомат достался немецкому инженеру Иоганну Мельцелю. В 1809 году в Шёнбрунне автомат играл против Наполеона. Мельцель демонстрировал «турка» во многих европейских странах, а в 1826—1838 годах — в Америке. При Мельцеле за автомат играли сильные шахматисты того времени — И. Альгайер (именно он играл за автомат против Наполеона), У. Льюис, А. Александр и другие.
В 1850 году в Лондоне вышел сборник с описанием 50 партий, сыгранных за автомат французским шахматистом Ж. Муре. Муре раскрыл секрет автомата, опубликовав о нём статью в парижском журнале «Магазин питтореск» в 1834 году. Два года спустя автомат был полностью разоблачён — в Америке писатель Эдгар По опубликовал большую статью под заглавием «Шахматист Мельцеля». В результате интерес к автомату снизился, но Мельцель продолжал гастроли. После его смерти автомат был продан с аукциона и попал в китайский музей Филадельфии, где сгорел во время пожара в 1854 году.
В течение почти 70 лет публичных выступлений «мозг» автомата заменяли поочерёдно несколько знаменитых шахматистов. О больших способностях и мастерстве этих игроков свидетельствало то, что из трёхсот сыгранных партий было проиграно шесть.

## Другие автоматы
После Кемпелена похожие автоматы, основанные на принципе «шахматиста-невидимки», были созданы другими изобретателями. Итальянец Мороси демонстрировал свой автомат в Париже в 1798 году, однако успеха не имел, так как автомат играл слабо и медленно. Нюрнбергский часовщик А. Байер показывал в 1820 году в Мюнхене автомат «Баварский мальчик», который играл как в шахматы, так и в шашки. Музыкальный издатель У. Уокер сконструировал американского «шахматного игрока» в 1827 году, которые был скопирован с кемпеленовского «турка». Мельцель, находясь в США, купил его, чтобы избежать конкуренции.
Автомат «Аджиб» был изготовлен бристольским краснодеревщиком Ч. Хупером в виде восточной фигуры в экзотичном наряде (индуса в тюрбане), сидящей на 6-гранном ящике перед шахматной доской. За «Аджиба» играл первоначально Хупер, затем его сын. В 1888 году за «Аджиба» играли американские шахматисты Ч. Мол и А. Ходжес. Наивысших успехов «Аджиб» достиг в 1891—1900 годах, когда за него играл Г. Пильсбери. «Аджиб» сгорел в 1926 году.
В 1870 годах лондонский гомеопат Ч. Гюмпель создал автомат «Мефисто». В 1878 году «Мефисто» выиграл турнир-гандикап, успешно провёл сеанс одновременной игры на 20 досках, в 1883 году выиграл партию у М. Чигорина, просмотревшего потерю качества. За «Мефисто» играл И. Гунсберг. Гюмпель не скрывал, что игра велась «шахматистом-невидимкой», который, по утверждению Гюмпеля, находился не внутри автомата, а в соседней комнате. Утверждение Гюмпеля проверить не удалось: после выступления в Париже в 1889 году «Мефисто» исчез.
Шахматные автоматы способствовали популяризации шахмат по миру.

## Современность

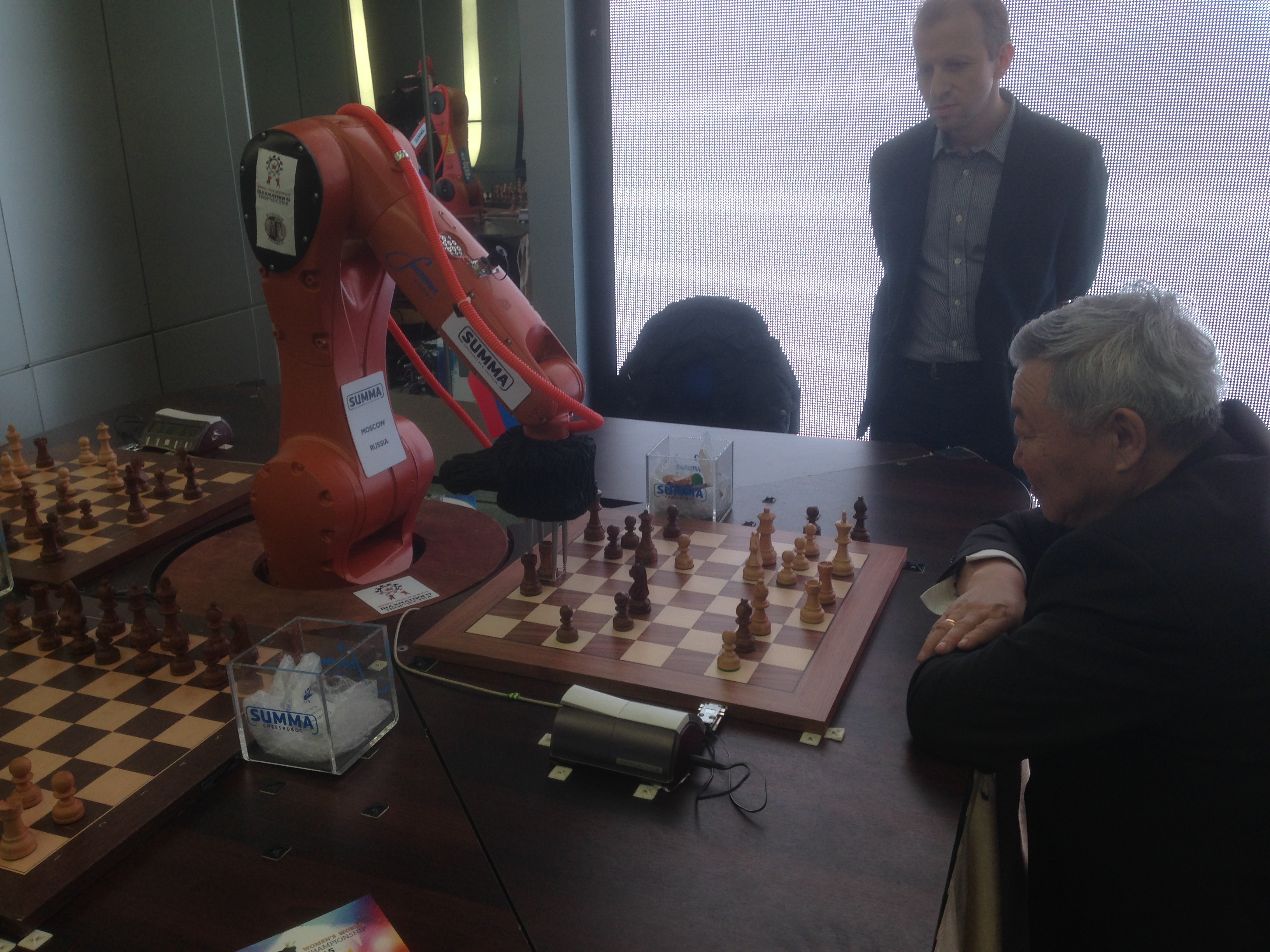
Шахматный робот Chesska

Появление современных ЭВМ позволило воплотить идею шахматного автомата в реальность. Сегодняшний шахматный автомат представляет собой робота, состоящего из шахматного компьютера и управляемой им руки-манипулятора, служащей для захвата и перемещения шахматных фигур. Как и у их предшественников, уровень игры автоматов очень высок, доказательством чего является матч за звание чемпиона мира между немецким роботом «Kuka Monstr» и российским «Chesska». Chesska был создан в 2010 году группой российских инженеров и шахматистов во главе с известным изобретателем, заслуженным тренером России по шахматам Константином Костенюком. Перед тем, как начать матч за звание чемпиона мира среди шахматных автоматов (проигранный «Kuka» со счётом 0,5 на 3,5), немецкий робот одержал убедительную победу в блице над международным гроссмейстером Александром Грищуком со счётом 4,5 на 1,5.